# Leucoagaricus gongylophorus
Leucoagaricus gongylophorus är en svampart som först beskrevs av Möller, och fick sitt nu gällande namn av Rolf Singer 1986. Leucoagaricus gongylophorus ingår i släktet Leucoagaricus och familjen Agaricaceae.   Inga underarter finns listade i Catalogue of Life.